# Anastazja Żelazkowa
Anastazja Cwjatkowa Żelazkowa (bułg. Анастасия Цвяткова Желязкова; ur. 1845 w Edirne, zm. 1931 w Warnie) – bułgarska nauczycielka, ezoteryczka i tłumaczka z języka francuskiego.

## Życiorys
Anastazja Uzunowa urodziła się w 1845 r. w Kopriwszticy w rodzinie aristokraty Cwjatka Uzunowa. Siostra rewolucjonisty Atanasa Uzunowa. Uczyła się w greckiej oraz francuskiej szkole w Konstantynoplu. W 1869 była nauczycielką w Kałoferze, a od 1871 do 1876 w Płowdiwie. W 1879 współpracowała z gazetą “Wiek”  (bułg. Век) i napisała “Abecadło języka francuskiego” (bułg. Буквар на френския език), wydane przez Hristo G. Danowa. W Płowdiwie poznała widyńskiego lekarza dr. Mładena Żelazkowa i wyszła za niego. Kiedy ogłoszono wojnę Rosyjsko-turecką, wyjechali do Rosji, gdzie ze wszystkich sił pracowała dla sprawy bułgarskiej. Po wyzwoleniu osiedlili się w Widynie, gdzie założyła stowarzyszenie kobiet. Po wielkich nieszczęściach rodzinnych – stracie kilkorga dzieci, opuścili miasto; w 1890 jej mąż został mianowany lekarzem miejskim Warny, ich dom znajdował się na ulicy “Stefan Karadża”. Mieli dwoje dzieci. 
Anastazja dr. Żelazkowa była jedną z pierwszych uczennic Petyra Dynowa. Studiowała literaturę spirytystyczną i teozoficzną (Dimityr Gołow w swoich protokole z 1906 nazwał ją “słynną spirytystką”), tłumaczyła francuskie książki Camille’a Flammariona i Charlesa Leadbeatera. Pisała małe artykuły spirytyczne, drukowane w czasopiśmie “Nowe światło” (bułg. Нова светлина) pod redakcją dr. Georgi Mirkowicza w Sliwenie.
Osoba łącząca miłosierdzie, mistycyzm i odwagę publiczną w wyjątkowy sposób. O niej Petyr Dynow napisał: “Nasza siostra chce dogadzać światu i Bogu, służyć jednemu a drugiemu.”
Zmarła w 1931 w Warnie. 